# Selaön
Selaön est la plus grande île située dans le lac Mälaren en Suède, puisque sa superficie est de 94,72 km2. Administrativement, elle dépend de la commune de Strängnäs.